# Santa Cesarea Terme

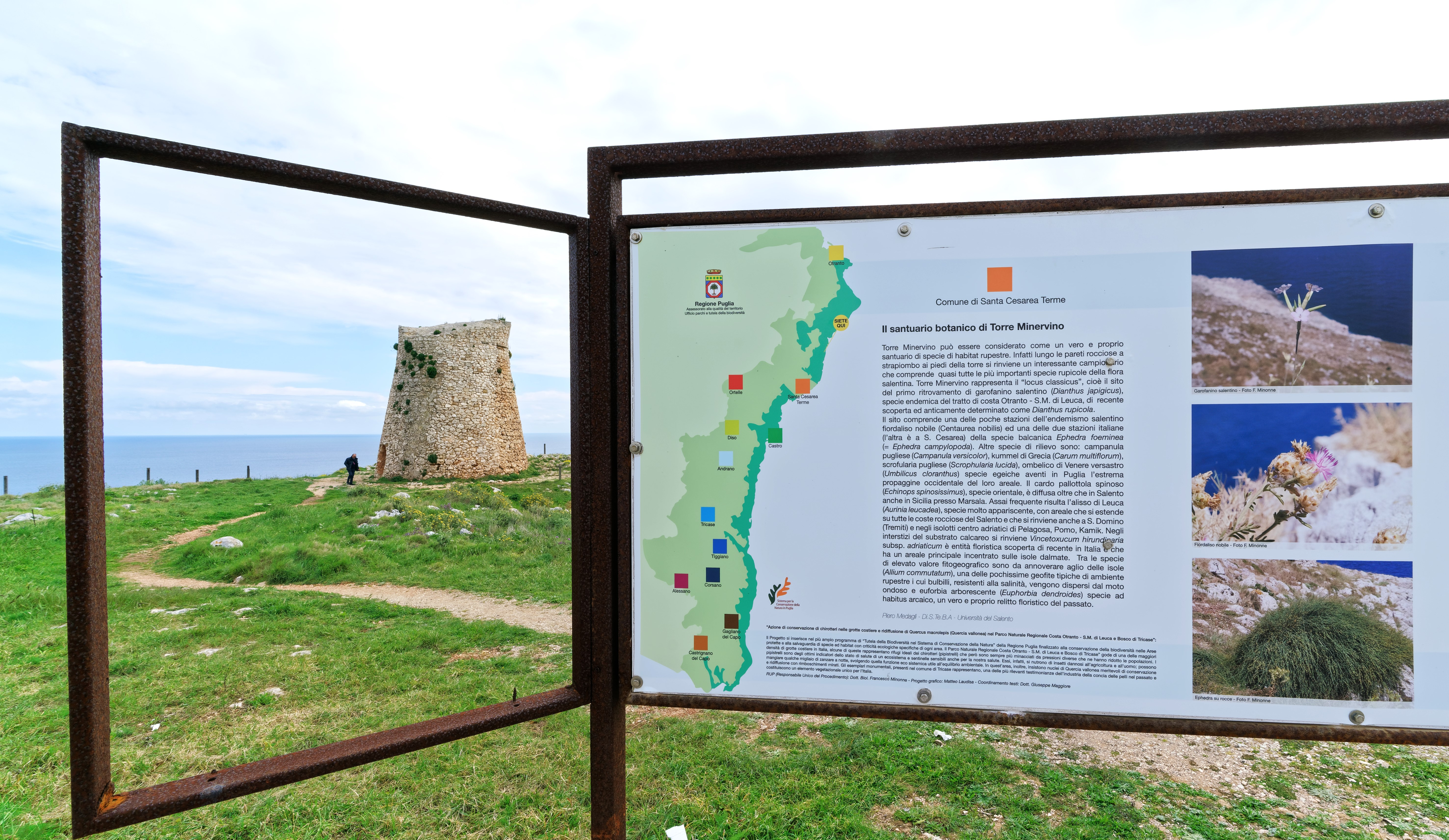
Am Torre de Minervino.

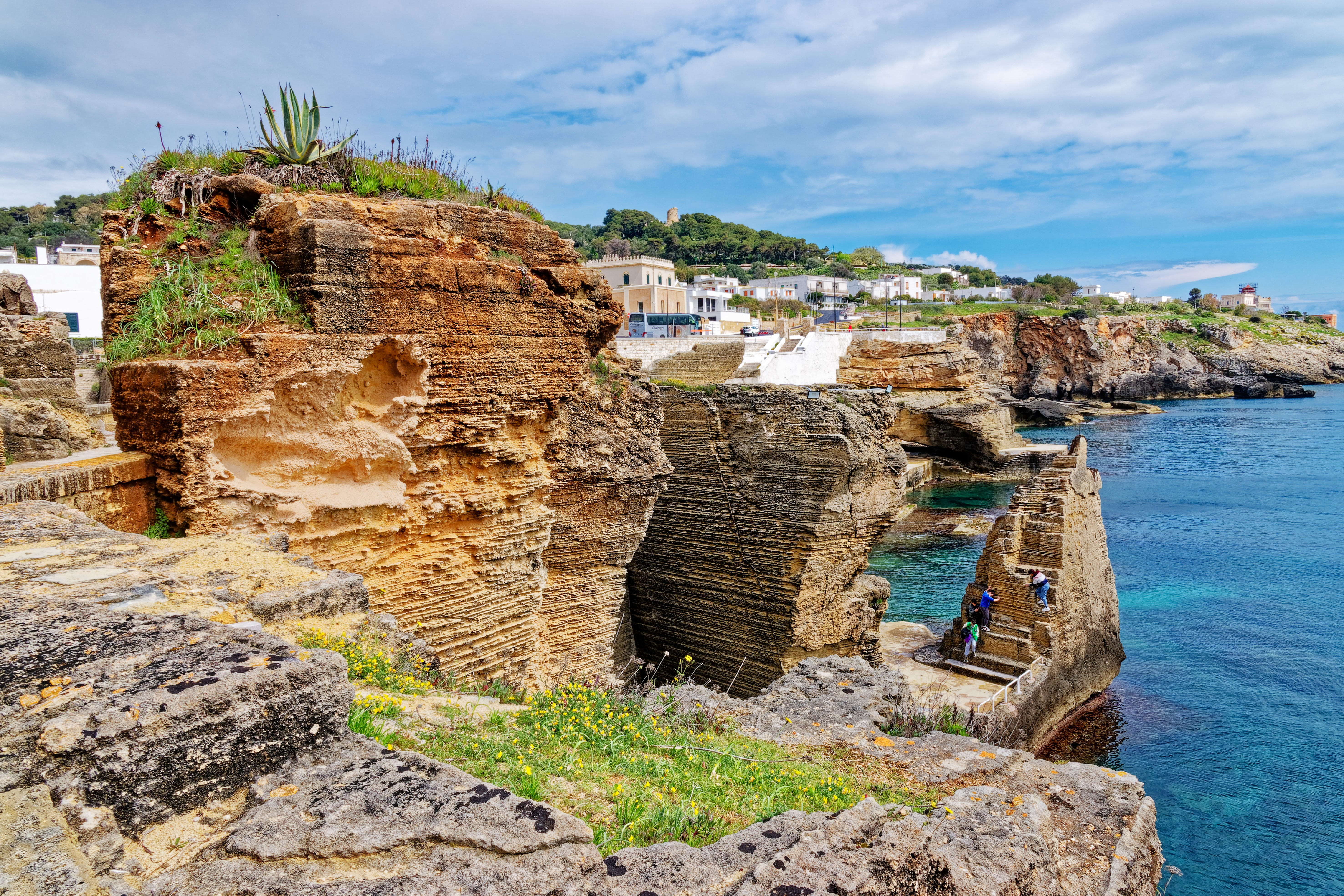
Cala Fontanelle in Santa Cesarea Terme.

Santa Cesarea Terme ist eine südostitalienische Gemeinde (comune) mit 2827 Einwohnern (Stand 31. Dezember 2023) in der Provinz Lecce in Apulien. Die Gemeinde liegt etwa 38 Kilometer südsüdöstlich von Lecce im südlichen Salento an der Küste zum Mittelmeer. Hier geht das Adriatische Meer in das Ionische Meer über.

## Geschichte
Der Ortsteil Cerfignano soll auf eine griechische Gründung zurückgehen. Vitigliano ist erstmals 1447 urkundlich erwähnt worden. Aus dem 16. Jahrhundert stammen vier Türme, die von Karl V. im Königreich Neapel zum Schutz vor Seeangriffen errichten ließ.

## Persönlichkeiten
- Carmelo Bene (1937–2002), Theater- und Filmregisseur, in Santa Cesarea Terme aufgewachsen.

## Gemeindepartnerschaft
- Vocha, Korinthia, Peloponnes